# J-3 Orzeł
J-3 Orzeł – amatorski samolot konstrukcji Jarosława Janowskiego. 

## Historia
Plany samolotu powstały w 1977 roku i miały jedynie postać dokumentacji szkicowej. W grudniu 1977 roku rozpoczęła się budowa, którą ukończono w lipcu 1978 roku. Prace wykonał Witold Kalita z Aeroklubu Łódzkiego przy współpracy konstruktora i inż. Mariana Nowaka, doświadczonego pilota agrolotniczego.
Po zakończeniu prac samolot został przetransportowany przez Mariana Nowaka drogą morską do Kanady i tam oblatany w 1978 roku. W 1980 roku został zaprezentowany na zlocie samolotów w Oshkosh jako pierwsza konstrukcja amatorska zza żelaznej kurtyny. Wzbudził duże zainteresowanie, ponieważ był przystosowany do startów z krótkich lądowisk i wykonywał długotrwałe przeloty do 10 h. 
Samolot był eksploatowany przez 12 lat na terenie Kanady i USA. W 2003 roku ostatni właściciel, Wiesław Pawełkiewicz z Kanady, przekazał go do zbiorów Muzeum Lotnictwa Polskiego w Krakowie. W październiku 2018 roku został zaprezentowany podczas Targów Lotnictwa Lekkiego w Kielcach.
Samolot był nowatorski wśród konstrukcji amatorskich – posiadał klapolotkę na całej długości skrzydła, dodatkowe zbiorniki na końcach skrzydeł oraz kompozytowe golenie podwozia. Zastosowany silnik Porsche (zmieniony później na silniki Rotax i BMW R100) był ekonomiczny i pozwalał na 10 h lotu.

## Konstrukcja[3]
Jednomiejscowy wolnonośny średniopłat z silnikiem ze śmigłem pchającym.
Kadłub o konstrukcji podłużnicowej. Kabina pilota zakryta. Za kabiną pilota jest umieszczony główny zbiornik paliwa o pojemności 60 dm3.
Płat dwudzielny o obrysie prostokątnym. Wyposażony w klapolotki na całej długości. Na końcówkach płatów umieszczone są zbiorniki paliwa pod 20 dm3, każdy wykonany z włókna szklanego i żywicy epoksydowej.
Usterzenie w układzie T. Statecznik pionowy o obrysie ukośnym stanowił integralną część kadłuba, usterzenie wysokości płytowe.

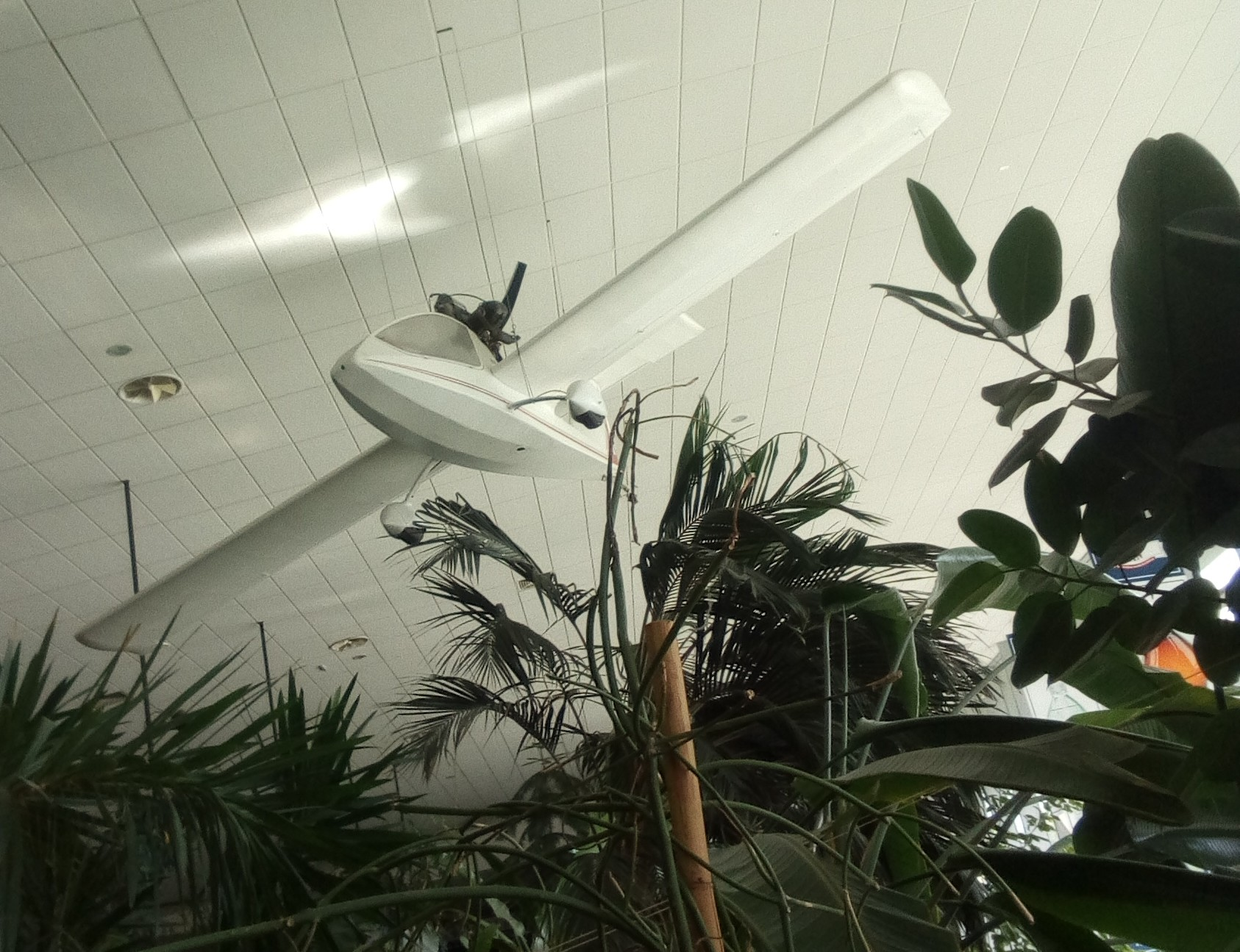
J-3 Orzeł replika w Krinicy.

Podwozie stałe, trzypunktowe z kółkiem ogonowym. Golenie główne podwozia osłonięte owiewkami.
Silnik umieszczony za kabiną pilota z trójłopatowym śmigłem pchającym. Początkowo był to silnik Porsche o mocy 43,5 kW (60 KM) zastąpiony później silnikiem Rotax o mocy 37 kW (50 KM). Ostatni używany silnik to 2-cylindrowy BMW R100 o mocy 70 KM. 